# Phare Akra Vrisaki
Le phare Akra Vrisaki, également appelé phare Vrisaki, est situé au Cap Vrisaki au nord de Lavrio, Attique en Grèce. Il est achevé en 1892.

## Caractéristiques
Le phare est une tour carrée blanche, dont le dôme de la lanterne est de couleur verte. Il s'élève à 21 ou 23 mètres au-dessus de la mer Égée. Il sert d'aide aux bâtiments qui contournent le cap Sounion pour s'engager dans le canal Makronissos (situé entre le continent et l'île Makronissos). Il est implanté sur la côte est de l'entrée nord du canal.

## Codes internationaux
- ARLHS[3] : GRE-131
- NGA : 15620
- Admiralty[4] : E 4210

## Source
(en) [PDF] List of lights radio aids and fog signals - 2011 - The west coasts of Europe and Africa, the mediterranean sea, black sea an Azovskoye more (sea of Azov) (la liste des phares de l'Europe, selon la National Geospatial - Intelligence Agency)- Version 2011 - National Geospatial - Intelligence Agency - p. 270

## Lien connexe
Lavrio